# メンズリブ
メンズリブ（英語: Men's Lib、 Men's liberation）は、狭義では、男性がその性規範を批判的にとらえ男らしさからの解放を訴える思想や運動のことである。日本語では、男性解放論、男性解放運動。広義では、男性の権利を擁護する運動すべてを含めて指す場合もある。

## 歴史
メンズリブは1960年代のウーマンリブ運動の中、男性の離婚団体の派生として誕生した。現在では世界中に数多くのメンズリブ団体が存在している。

## メンズリブ（男性解放）運動
例として、以下のような主張や運動がある。メンズリブの潮流には、大別すると親フェミニズム的なものと反フェミニズム的なものがあり、メンズリブ団体にも大きな立場の違いがある。厳密に言えば同一の概念ではないが、ヨーロッパでは親フェミニズムのものはプロフェミニズム、反フェミニズムのものはマスキュリズム左派とも呼ばれる。
- 男女がともに仕事と家事・子育てを担当すること、または女性（妻）が家計を支え、男性（夫）が主夫でもよいという主張
- 企業において課せられてきた過密長時間労働をあらため、家庭、地域の活動への参加や、趣味を持つことで豊かな人生を送る事が出来る社会の実現
- 男性であるがゆえに社会的に抱えている問題を見つめ直し、男性にとっての生きやすさを探る
- 伝統的に男性を縛ってきた性役割や男らしさからの解放
- 伝統的な男らしさに捉われない、男らしさの復活（男性性が命を支えるポジティブなものだと主張し、それを前面に押し出す）
- 男性の割合が多い労働災害や過労死などへの抗議や啓発
- 男性の内面的な問題、共通する問題を探し、解決する
- レイプ等の冤罪をかけられた男性への擁護
- 鉄道車両等の女性専用車両や、女性専用バス、女性専用シート、女性専用ジム、女性専用プリクラ機、女性専用トイレ、女性専用アパート・マンション、ライブ会場などでの女性専用エリア、男性のみ入店禁止の店、女子大学、女性限定イベント、女性限定公募、レディースデー、レディースメニューなど、性別隔離の撤廃
- 女性に比べて低い男性の寿命の改善、男性及び少年の健康の促進
- 妊娠中絶への男性の関わり方を考える、中絶によって生じる男性の心的外傷への対応
- メンズスカートの普及

メンズリブ団体の殆どは男性リーダー及び男性によって構成されるが、一部には女性の参加者も存在する。

## 日本のメンズリブ
1995年、豊田正義がメンズリブ団体として「メンズリブ東京」を立ち上げて代表となった。当時のメンズリブ運動はかなり方向性や趣旨の違うものも含まれ、「メンズリブ東京」では上述の欧米のメンズリブとも同様の諸問題の他、それらに加えて性自認（性同一性障害）の問題、男性の異常性愛をどう肯定的に無害化するかの問題、男性のコミュニケーション障害の問題、オタクの自意識の問題、等かなり幅広い問題意識のもとで展開した（2000年に活動を停止）。
ジャーナリストの中村彰らが立ち上げに参加した大阪のメンズセンターは、1991年のメンズリブ研究会を前身として活動している。活動方針は『従来の「男らしさ」を批判的に検討し、「自分らしく」生きることを目的とする、日本ではじめての男性解放運動』『私たちは、 男性と女性が対等なパートナーシップを持ち、性差別のない男女共生社会を生きる男性のあるべき姿を模索しています。』と、ある。大阪のメンズセンターは、大阪府茨木市の男女共同参画課と共同した活動を行っている。
現在の日本におけるメンズリブ組織のほとんどは、男性が性規範を無批判に内面化する事によって生じる弊害からの脱却を目指して男性解放論を掲げている。男性団体も参照。